# Tota (Colômbia)

Localização de Tota no departamento de Boyacá.

Tota é um município no departamento de Boyacá, na Colômbia. A cidade de Tota está localizada na margem do lago de Tota, o maior da Colômbia.

## Galeria

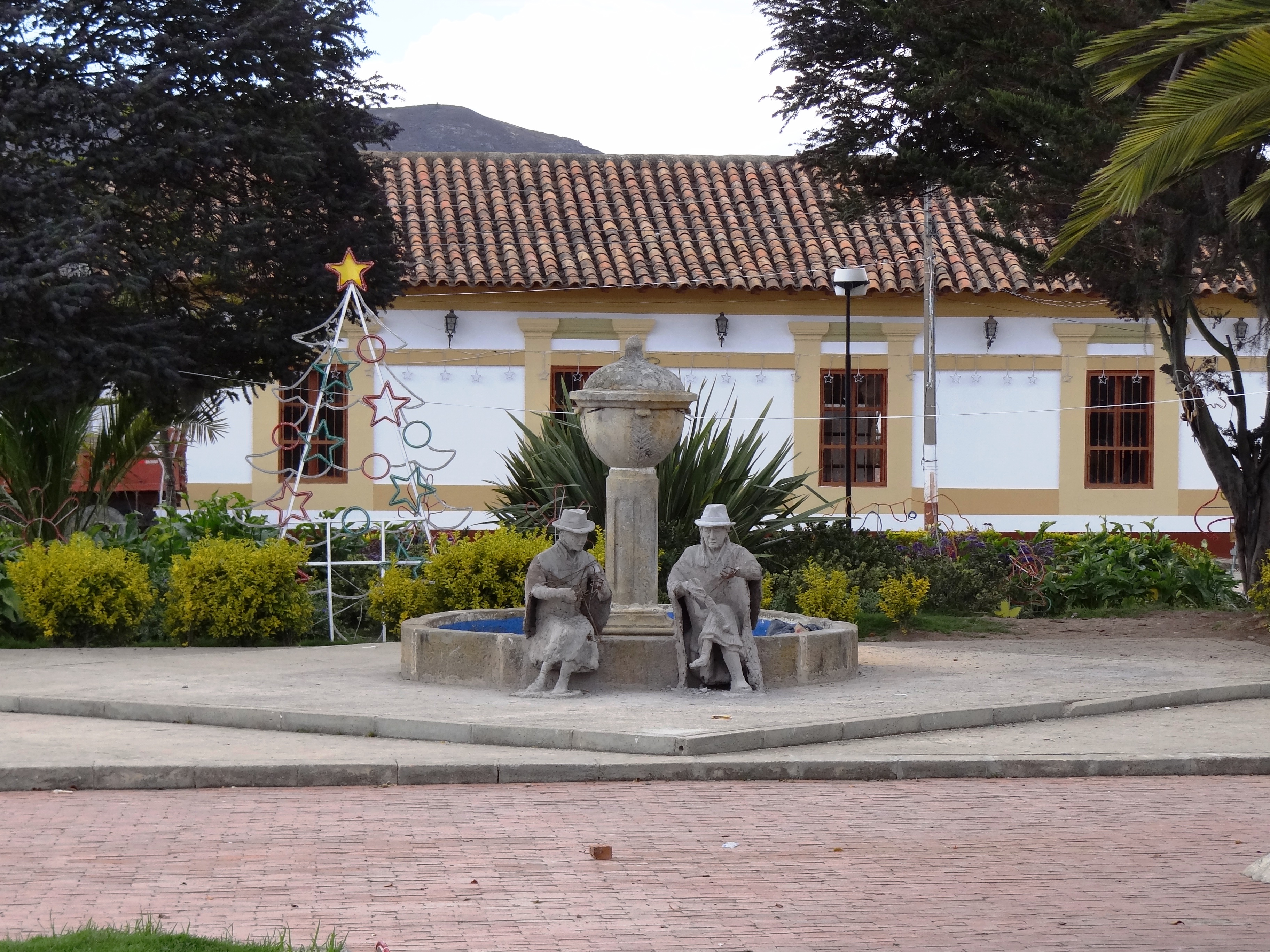
Praça central e parque de Tota
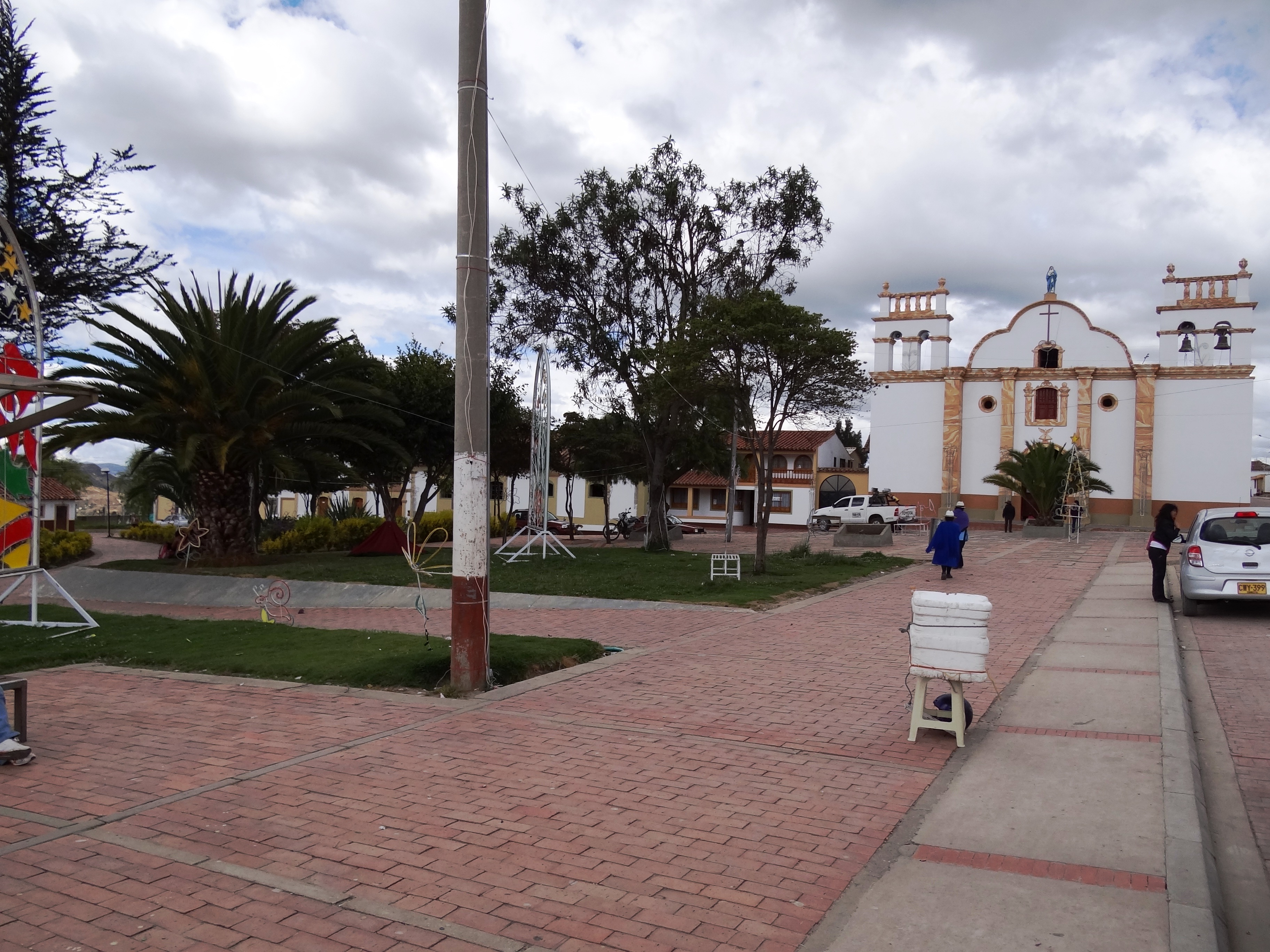
Praça central
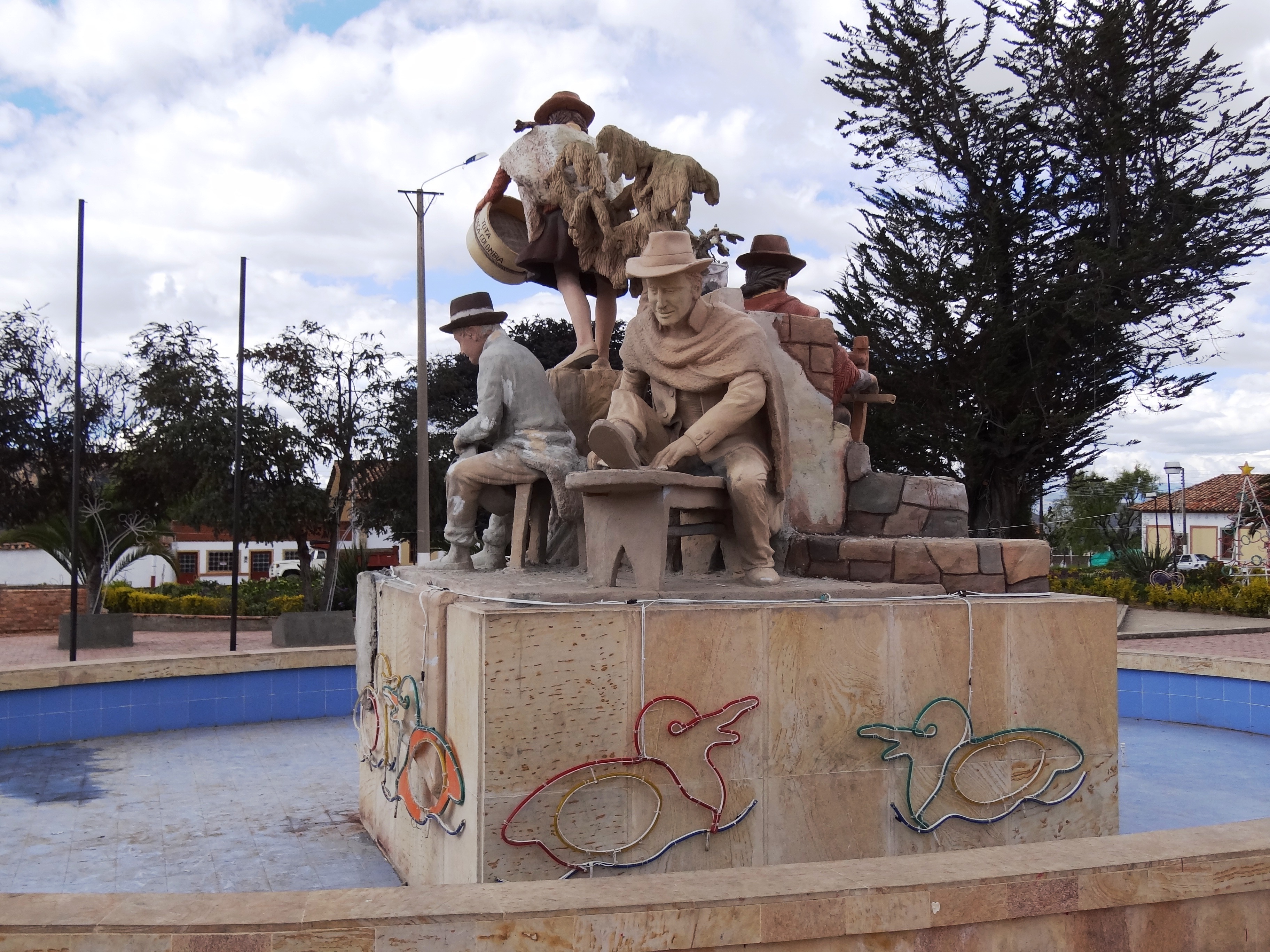
Monumento, praça central

Playa Blanca no Lago de Tota
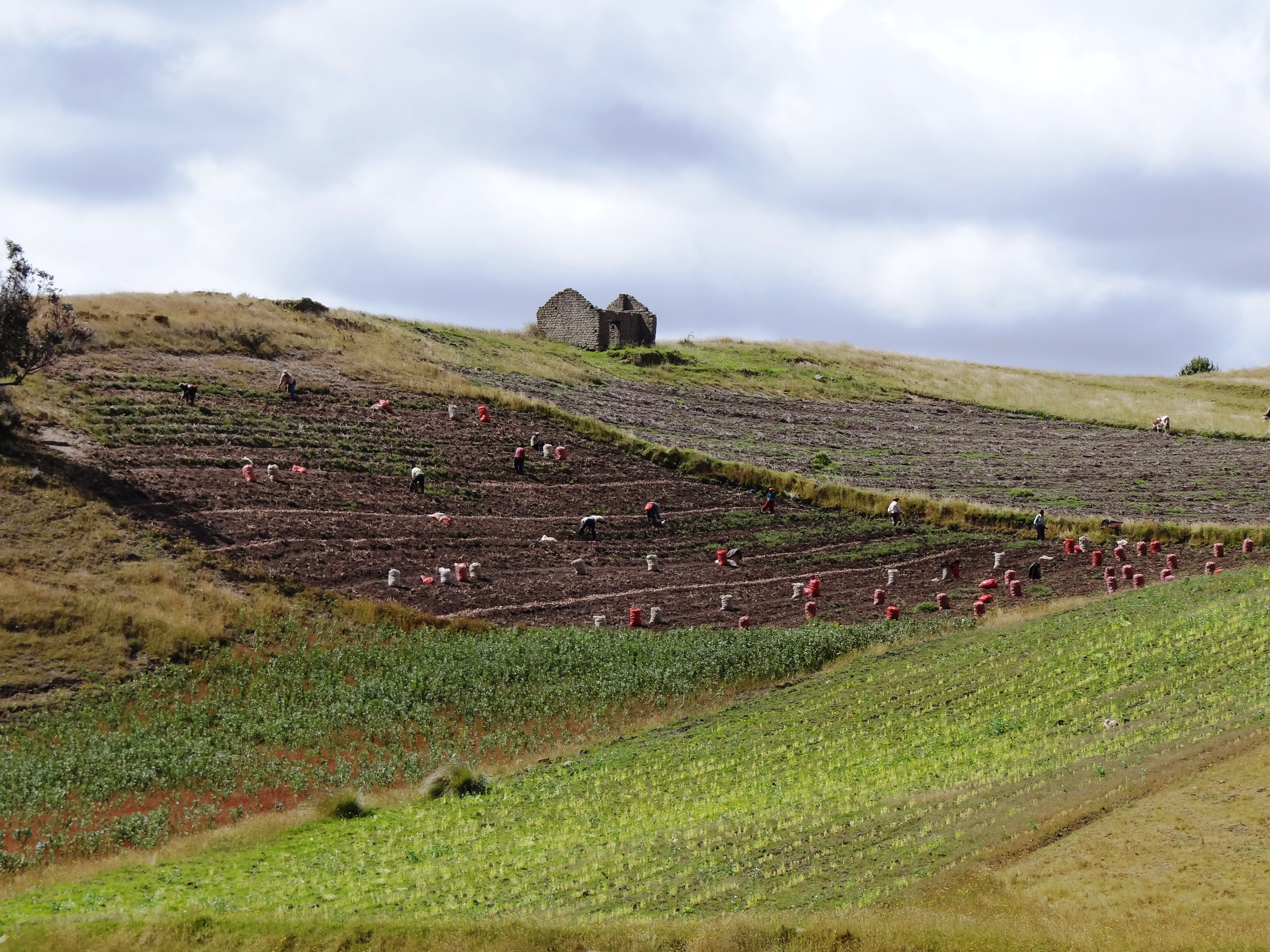
Campos de batata
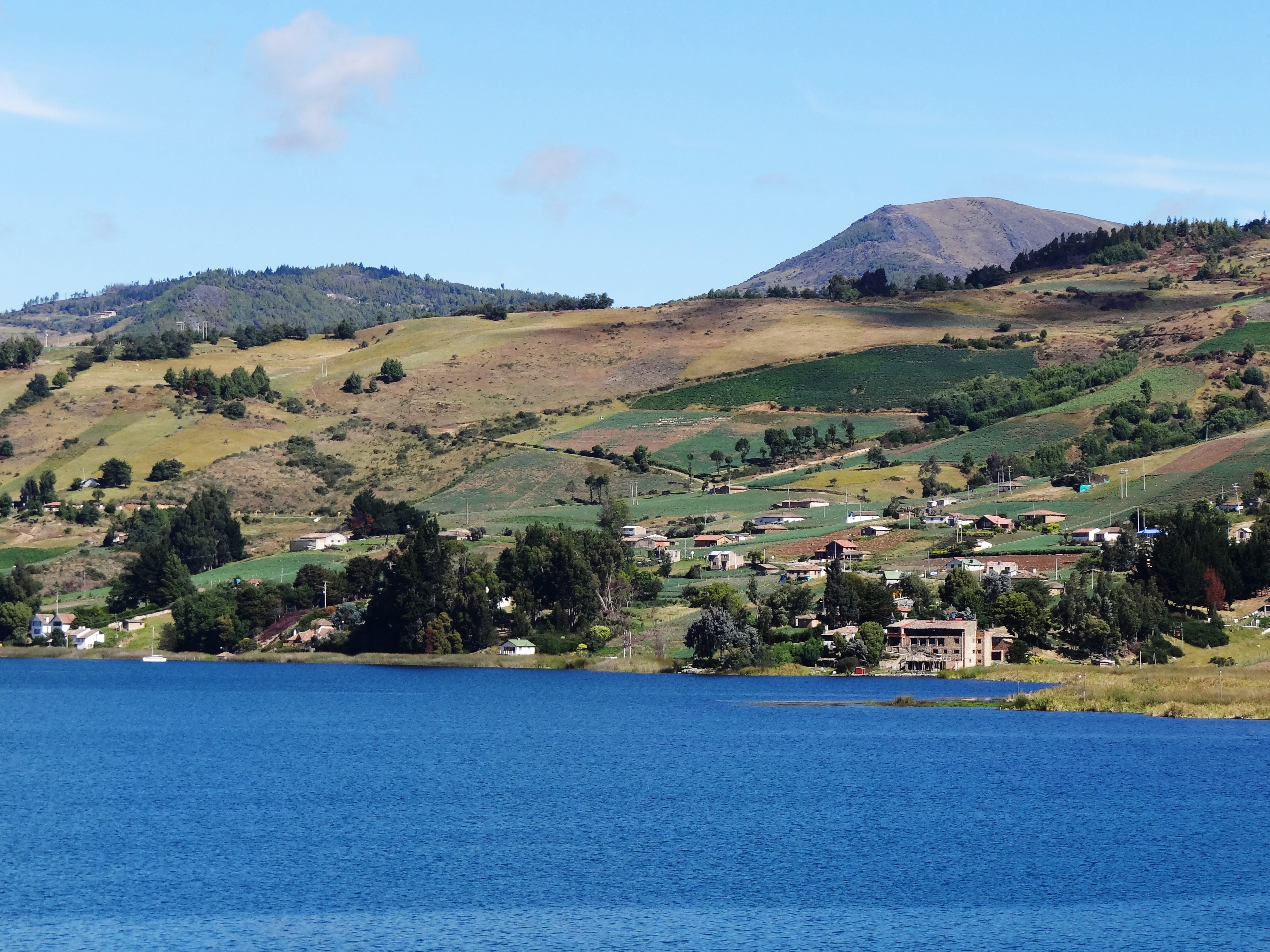
Lago de Tota